# Best of 2Pac Part 1: Thug
Best of 2Pac Part 1: Thug је компилација највећих хитова репера Тупак Шакура.
Thug представља први део издања од два диска. Други део је насловљен Life. Оба албума су објављена 4. децембра 2007. године, и садрже по једну нову, необјављену песму и по један нови ремикс. На овом албуму необјављена песма је Resist the Temptation. Обе необјављене песме потичу из периода пре него што је објављен албум 2Pacalypse Now, дакле пре 1991. године, што потврђује и списак потенцијалних песама за тај албум, написан Шакуровом руком. Албум је процурео на интернет 4 дана пре званичног излажења, 30. новембра 2007. године. 